# 北金泽站
北金泽站（日语：／ Kita-Kanegasawa eki */?）是位於青森县西津轻郡深浦町，屬於东日本旅客铁道（JR東日本）五能线的鐵路車站。

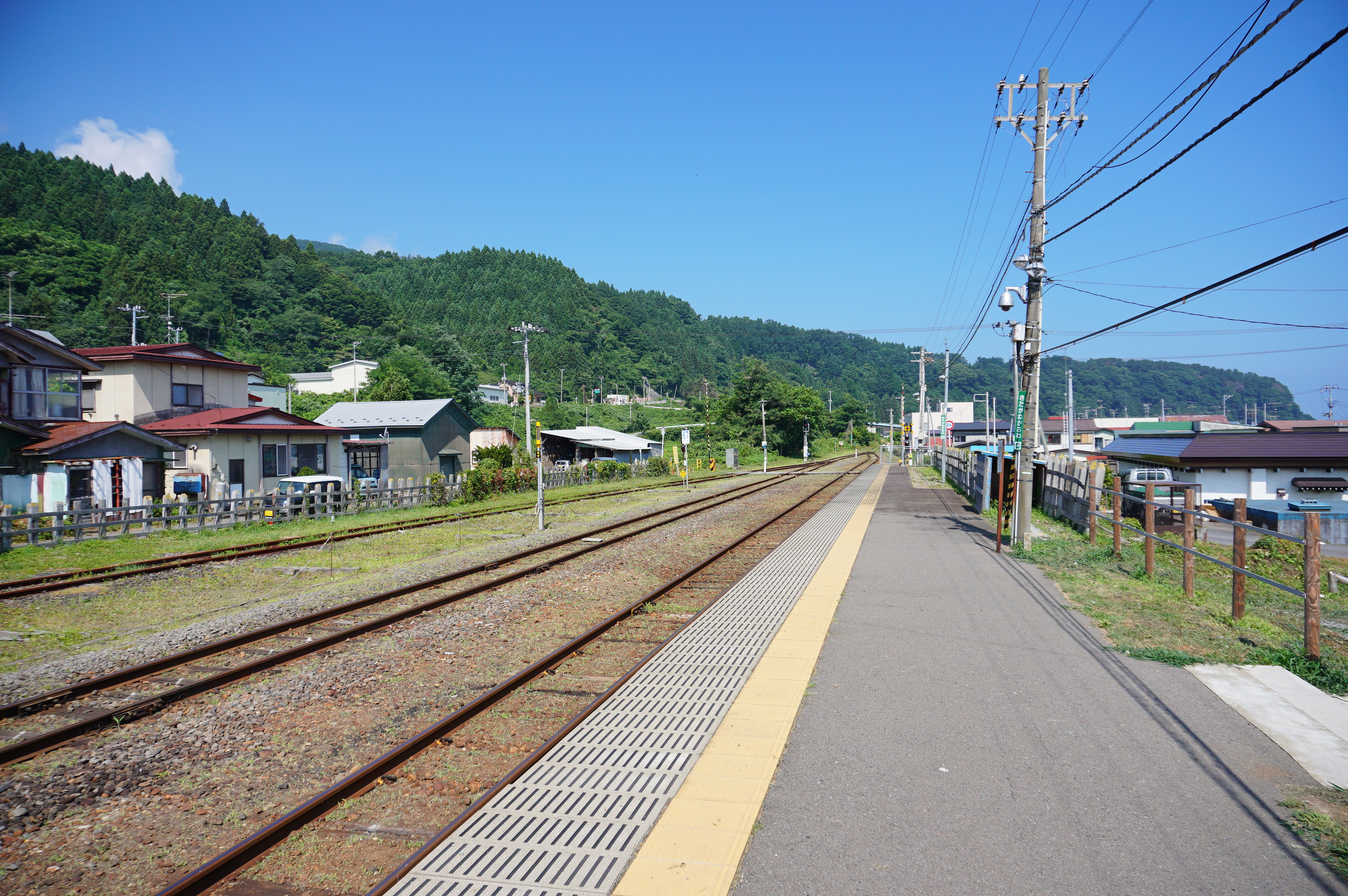
月台（2021年7月）

## 历史
- 1931年10月20日 - 作为日本国有铁道车站投入运营[1]。
- 1971年 - 停止办理货运业务[2]。
- 1987年4月1日 - 国铁分割民营化后成为JR东日本车站。
- 2011年4月1日 - 成为无人站。

## 车站结构
本站為侧式月台2台2线的地上车站。兩座月台透過站内的道口互相连接。本站是由五所川原站管理的无人车站。站房为木造古旧建筑。临时快速Resort白神因会让原因而會在本站停车，但不办理客运业务。

### 站台配置
| 站台 | 路线    | 方向 | 目的地           |
| ---- | ------- | ---- | ---------------- |
| 1    | ■五能線 | 下行 | 鲹泽・弘前方向   |
| 2    | ■五能線 | 上行 | 深浦・東能代方向 |

## 相邻车站
東日本旅客铁道
■五能线
□快速
千叠敷 ← 北金泽 ← 鲹泽
■普通
千叠敷－北金泽－陆奥柳田